# Zainab Balogun
Pour les articles homonymes, voir Balogun.
Zainab Balogun,  née le 10 octobre 1989 à Londres au Royaume-Uni, est une actrice, mannequin et présentatrice de télévision nigériano-britannique.

## Biographie
Repérée à l'âge de 16 ans, elle commence par les défilés de mode.
Elle est présente dans plusieurs campagnes internationales pour différentes marques. Elle co-fonde The J-ist TV, une chaîne de divertissement en ligne qui présente des web-séries qui mettent en valeur la culture africaine et des questions d' actualité. Elle présente également des entretiens avec des personnalités africaines.
Balogun travaille aussi en tant que présentatrice de télévision pour la chaîne EbonyLife TV, sur laquelle elle co-anime (avec Lamide Akintobi et Ebuka Obi-Uchendu) et produit l'émission The Spot, le grand talk-show de la chaîne,. Elle est également présentatrice et productrice associée sur Jumia TV, une chaîne de télé-achat.

## Filmographie
- The Wedding Party
- The Wedding Party 2 (en)
- The Royal Hibiscus Hotel
- Sylvia (film nigérian, 2018)
- Chief Daddy (en)

## Source de la traduction
- (en) Cet article est partiellement ou en totalité issu de l’article de Wikipédia en anglais intitulé « Zainab Balogun » (voir la liste des auteurs).